# Sandalio Pereda
Sandalio Pereda y Martínez (Torme, 1822-Madrid, 15 de diciembre de 1886) fue un médico y naturalista español.

## Biografía
Nació en la localidad burgalesa de Torme en 1822. Se doctoró en medicina y ciencias naturales en 1838 en el   colegio de medicina de San Carlos y obtuvo la plaza de profesor en 1845.
En 1847 le fue concedida la cátedra de historia natural en la Universidad de Valladolid. y en 1853 obtuvo la plaza en el Instituto San Isidro en Madrid, siendo director del mismo desde 1870 hasta su fallecimiento, en este Instituto creó su Gabinete de Historía Natural.
Individuo de la Real Academia de Medicina y de la de Ciencias y presidente de la Sociedad Española de Historia Natural en Madrid.
Fue jefe superior de Administración civil en 1874.
En 1874 fue nombrando consejero de Instrucción pública. Falleció el 15 de diciembre de 1886 en Madrid.
Gracias a su esfuerzo se inició el departamento de historia natural en la Universidad de Valladolid.

## Obras
- (1858). Programa razonado de un curso de nociones de historia natural, Ed. Gómez Fuentenebro. Madrid.
- (1868). Origen, composición y termalidad de las aguas minerales.
- (1869). La naturaleza al alcance de los niños (2ª ed), Madrid.
- (1871). Programa razonado de un curso de Fisiología é Higiene, Madrid.